# Dan Schneider (beisbolista)
Dan Schneider (Evansville, Indiana; 29 de agosto de 1942), es un exjugador profesional de béisbol, que jugó en las ligas principales entre 1963 y 1969.

## Biografía
Nació en Evansville, en el estado de Indiana. Schneider jugaba como zurdo de jardinero. Comenzó a jugar en el equipo all-american de la Universidad de Arizona, en donde cursó la universidad en 1962. En junio de 1962, el Milwaukee Braves firmó contrato con Schneider. Jugó con ellos con la estación hasta 1966 (cuando el equipo fue trasladado a Atlanta), y después fue negociado para el Houston Astros. Allí desarrolló su juego profesional, pasado de la liga el 27 de abril de 1969.